# ニューセンチュリーレコード
ニューセンチュリーレコード株式会社（New Century Records）は、日本の鹿児島県鹿児島市に本社を置き、インディーズレコードレーベル「ニューセンチュリーレコード」を運営する企業。
かつて存在した同じ「センチュリー」の名を持つレコード会社「センチュリーレコード」は、保有していた音源原盤等をニューセンチュリーレコードが譲受したとされている以外、会社としては無関係である。

## 概要
在籍する歌手には「専属歌手」「所属歌手」「養成歌手」の区分を設け、各区分に応じた支援や教育を行っている。
ホームページには「メジャー盤」等の記述が多く見受けられるが、メジャーレコード会社の要件である日本レコード協会の正会員社ではなく、インディーズレコードレーベルに該当する。流通は卸問屋経由で行っている。
新譜制作のほか、八代亜紀・内山田洋&クールファイブ・泉ちどり・井沢八郎・叶和貴子・本郷直樹・松鶴家千とせ・野路由紀子などの「音源原盤」を保有するとしており、これらの音源を用いたCDの制作も行っている。これら音源原盤は、現ニューセンチュリーレコード代表者が、かつて存在したレコード会社「センチュリーレコード」から会社の財物とともに譲受したものとされる。
法人としてのニューセンチュリーレコードは、1991年に芸能事務所「青山音楽産業」として設立。1999年に「青山エンターテイメント」に商号変更。現代表者は経営不振に陥っていたセンチュリーレコードに金銭を貸し付けており、その担保として1999年 - 2000年ごろに原盤権その他財物を譲受したのだという。その後「ニューセンチュリーレコード」となった。
かつて本社は東京都目黒区に置いていたが、2017年に鹿児島へ移転した。

## 専属歌手
- 敏とゴールドスター（元・敏いとうとハッピー&ブルーの篭島敏男と竹下幸介のユニット）
- 本郷直樹
- 宮本弘美（元・敏いとうとハッピー&ブルーのメンバー）

（2025年5月時点。ニューセンチュリーレコードwebサイトより）

### 以前の所属（専属）歌手
順不同。
- 三東ルシア
- 如月レオン
- 里見☆しのぶ
- 敏いとうとハッピー&ブルー
- 実愛[11]
- 豊川誕
- 清水健太郎
- たかだみゆき
- 山本智美

## センチュリーレコード
センチュリーレコード株式会社は、かつて存在した日本のレコード会社。
1982年設立。テイチクから独立した八代亜紀のために立ち上げられたレコード会社であり、八代が実質的に同社の一枚看板となっていた。八代が1986年に日本コロムビアに移籍すると、ほかに有力な歌手を持たなかったことから、以後は経営不振となる。
1999年に閉鎖された。先述のとおり、保有していた音源原盤などは現ニューセンチュリーレコード代表者に担保として譲渡された。
販売はポニーキャニオンに委託されていた。

### センチュリーレコードの所属歌手
順不同。
- 八代亜紀
- 内山田洋とクール・ファイブ
- 勝新太郎
- 叶和貴子
- 伍代夏子 - 所属時は別名義（加川有希・中川輝美）
- 樋口三代子[13][リンク切れ]
- 藤圭子
- U3（藤圭子・宇多田照實・光[注釈 4]一家のユニット）
- 佐久間浩二
- 志賀正浩
- 高橋剛
- 藤波辰爾
- 平松政次（加川有希〈現・伍代夏子〉とのデュエット）
- 榎本三恵子&阿修羅原
- 白冰冰
- 泉ちどり
- 水野あおい
- 川村愛[14]
- 一の樹愛[15]
- 太陽光[16]
- 胡桃みるく[16]
- 森村あすか[16]
- ナース井手[16]
- 美光水
- 立花淳一
- 裕子と弥生